# Música en la época de 1960

## Música en Francia

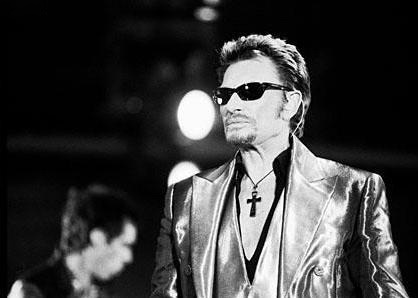
Johnny Hallyday, la primera estrella del rock francés

La música francesa tuvo gran influencia en cuanto al rock y otros géneros musicales que comenzaron a surgir en el país, en la época de 1960. A finales de 1959 e inicio de 1960, Johnny Hallyday es reconocido como la primera estrella de rock en Francia. Hallyday hizo su primera aparición en la televisión el 18 de abril de 1960 en el programa "L'École des Vedettes" (La escuela de las estrellas), donde se presentó junto a las participaciones de Line Renaud y Aime Mortimer. Hallyday también tuvo su participación el 24 de abril de 1961 en el palacio de deportes de París, con el evento "Premier festival international de rock" (Festival internacional de rock) junto a Little Tony, Emile Ford & The jaque mate, Frankie Jordan y Bobby Rydell. Después de Hallyday, le siguieron numerosos éxitos como "Noires Les Chaussettes" liderado por la estrella de rock, Eddy Mitchell y "Les Chats sauvages", dirigido por Dick Rivers.La aparición del yeyé hizo que el movimiento musical de desaceleró el éxito comercial de rock francés, aunque algunos nombres como Antoine, Jacques Dutronc, Nino Ferrer y Michel Polnareff surgieron a mediados de los años 1960 y tuvo éxito.En otros aspectos se ve la formación de un grupo de varios artistas en su mayoría representados por chicas jóvenes llamado yeyé, un estilo nuevo francés de la música pop de los años 60s, que llegó a ser popular en Francia, España, Norteamérica y Latinoamérica.El movimiento de la música yeyé tuvo sus orígenes en el programa de radio "Salut les copains", creado por Lucien Morisse y presentado por Daniel Philipacci, que salió al aire por primera vez en diciembre de 1959. Los cantantes de tipos yeyé se destacan; Sylvie Vartan, Clothilde, France Gall quien gana el Eurovision en 1965, Serge Gainsbourg, Françoise Hardy, Brigitte Bardot, Jacqueline Taïeb, Chantal Goya y Stone (cantante).

## Música en Reino Unido
La música del Reino Unido comienza a ser revolucionada y desarrollada en la década de 1960, en una de las principales formas de la música popular reconocida en aquella época en el mundo moderno. Los británicos habían desarrollado una industria de la música nacional y de esto se pudo producir adaptaciones en el continente Americano, especialmente en los Estados Unidos. Además, varias canciones consiguieron ser exportadas a Estados Unidos por bandas como The Beatles y The Rolling Stones. Esto ayudó a que las formas dominantes de la música popular puedan producir una creación angloamericana compartida, y condujo a la creciente diferencia entre el pop y la música rock, que comenzó a desarrollarse en diversos y creativos subgéneros que caracterizarían la forma a lo largo del resto de la siglo veinte. Muchos géneros del rock, serían intérpretes que habían conocido un verdadero éxito, pero residentes de Reino Unido.

### La nueva generación de The Beatles

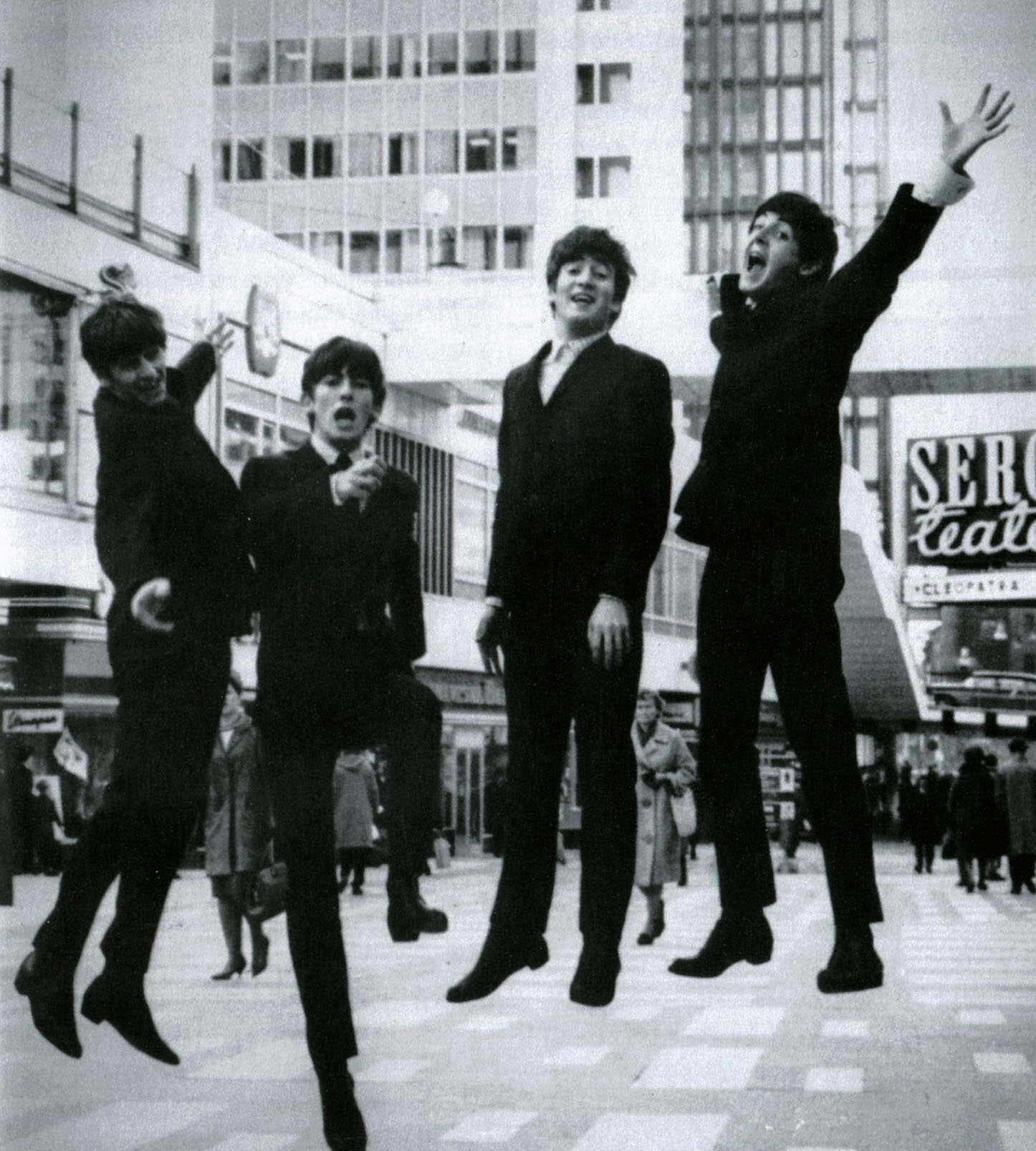
La llegada de The Beatles en los Estados Unidos, y la posterior aparición de The Ed Sullivan Show, fueron las principales causas que marcaron el inicio de la invasión británica donde numerosos artistas comenzaban a tener demasiado éxito como dicha banda que conoció popularidad y éxito en los Estados Unidos aún más que en Gran Bretaña.

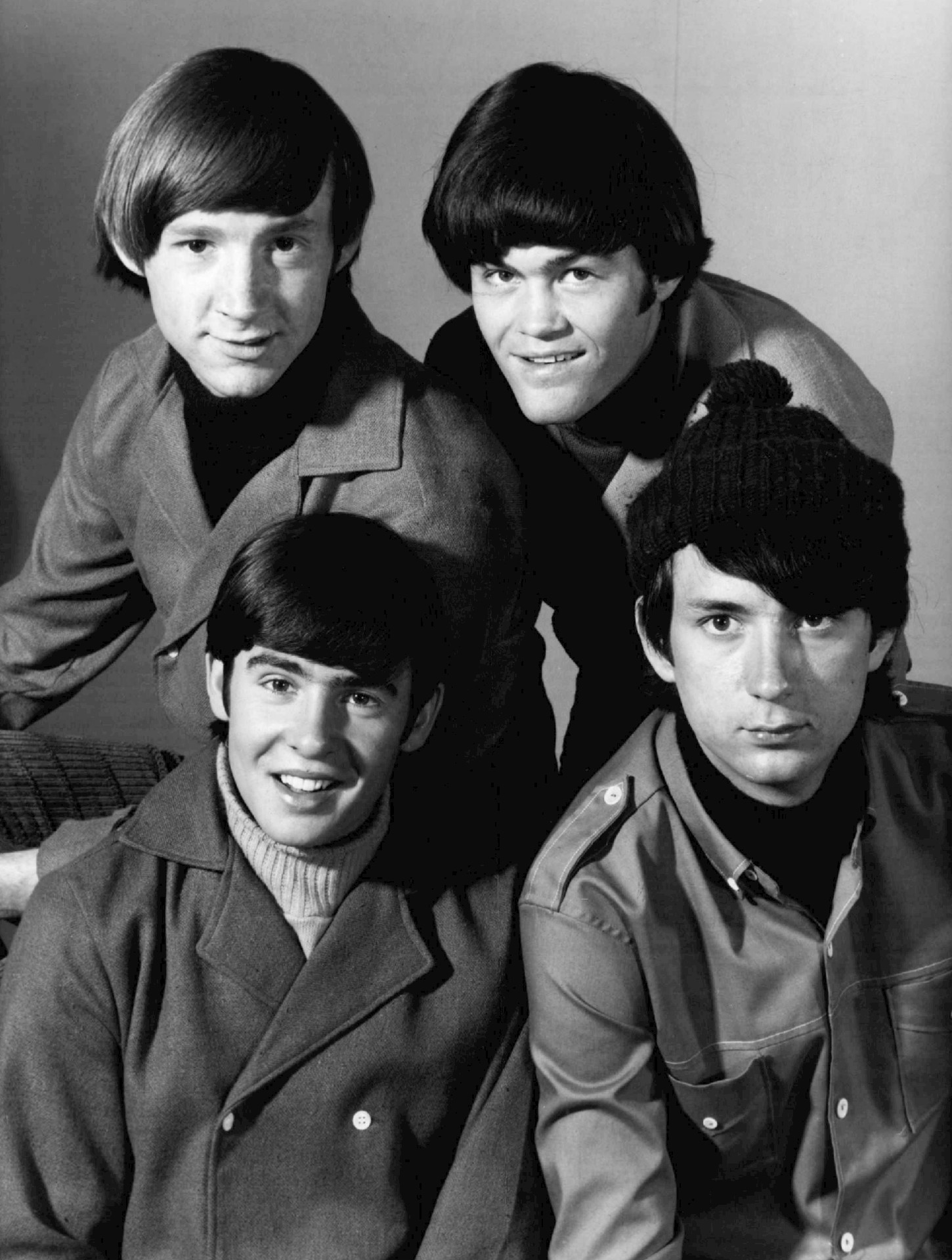
The Monkees, otra banda popular de Reino Unido con éxito en los años 60s.

A finales de la década de 1950, una floreciente cultura de grupos musicales, comenzaron a ser reconocidos por surgir en los principales centros urbanos de Reino Unido, entre ellos se pueden destacar; Liverpool, Mánchester, Birmingham y Londres.  La más influenciada fue la ciudad de Liverpool, que contaba con la participación de más de 350 diferentes bandas activas de diferentes géneros musicales, estando presentes en salones de bailes, conciertos, clubes y programas musicales de televisión.Una de aquellas bandas formadas, fue The Beatles en 1960, liderada principalmente por John Lennon quien era influenciado por la música del norteamericano Elvis Presley. Lennon creó el grupo al estilo skiffle The Quarrymen junto a algunos conocidos del colegio en marzo de 1957. En julio del mismo año, Paul McCartney, quien tenía quince años de edad, conoció a Lennon en una fiesta y se une a él como guitarrista. Este último invitó a su amigo George Harrison en febrero del año siguiente, con catorce años de edad y se convirtió en guitarrista líder de la formación del grupo. A mediados de 1960, los compañeros de Lennon abandonan la agrupación para ingresar a la Escuela de Artes de Liverpool y luego se une Stuart Sutcliffe como bajista y surge un nuevo nombre en la banda, llamados "The Beetles" con homenaje a los cantantes Buddy Holly y The Crickets. Después de la separación de Stucliffe, se integra Ringo Starr. Las bandas inglesas fueron fuertemente influenciados por bandas americanas de la época , así como los grupos británicos anteriores.Tras el éxito nacional de los Beatles en Gran Bretaña a partir de 1962, una serie de artistas de Liverpool fueron capaces de seguirlos en las listas de éxitos, entre ellos Gerry and the Pacemakers, y Cilla Negro. Entre los más exitosos actos del golpe de Birmingham fueron The Spencer Davis Group y The Moody Blues. Desde Londres se utilizó el término Tottenham sound, se basa en gran medida en torno a the Dave Clark Five, pero otras bandas también originadas en Londres, se beneficiaron al ritmo que estaba de moda en esta época, como The Rolling Stones y The Yardbirds.

### La Invasión Británica

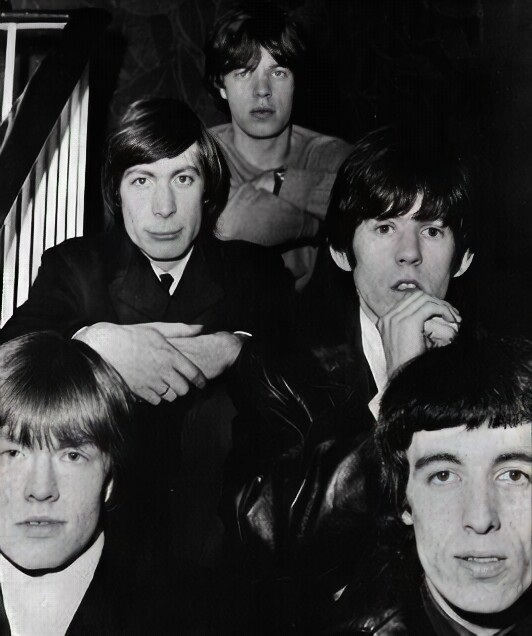
The Rolling Stones, una de las principales bandas influenciadas

La invasión británica también fue conocida como "Ola inglesa", fue el movimiento musical predominante en los Estados Unidos hacia mediados de los años 60s, cuando numerosas bandas de rock & roll que eran procedentes del Reino Unido, alcanzaron altas cotas de popularidad iniciando con el éxito de The Beatles en Norteamérica. Todos Estos Grupos, claramente influenciados por el rock & roll, El Blues y el rhythm & blues estadounidenses, Eran capaces de elaborar canciones Sencillas y pegadizas. A mediados de 1962 los Rolling Stones comenzaron como una de una serie de grupos que muestran cada vez más influencia, junto con bandas como The Animals y The Yardbirds. En 1963, The Beatles y otros grupos de ritmo, como The Hollies, habían alcanzado gran popularidad y éxito comercial en la propia Gran Bretaña. El rock británico recibió un pase al renombre de corrientes musicales en los Estados Unidos en enero de 1964 con el éxito "I Want to Hold Your Hand" posicionado número 1 en la lista de Billboard Hot 100, comenzando la invasión británica de la lista de músicas de Estados Unidos. La canción entró a la lista el 18 de enero de 1964, posicionado inicialmente en el número 15 y tardo una semana hasta llegar al primer puesto. Su primera aparición en The Ed Sullivan Show fue el día 9 de febrero y es considerado un hito en la cultura pop estadounidense.La emisión atrajo un estimado de 73 millones de espectadores, en el momento un récord para un programa de la televisión estadounidense. The Beatles paso a convertirse en la banda de rock más vendida de todos los tiempos y fueron seguidos por numerosas bandas de Reino Unido. Durante los próximos siguientes años, Chad & Jeremy, Peter and Gordon, The Animals, Manfred Mann, Petula Clark, Freddie and the Dreamers, Wayne Fontana, The Rolling Stones, The Troggs y Donovan tendrían un sencillo musical número uno.Otros actos que formaban parte de la invasión incluidos the Kinks y the Dave Clark Five.La invasión británica ayudó a internacionalizar la producción de rock and roll, abriendo la puerta para la posterior británica (e irlandés) con artistas para lograr el éxito internacional. En Estados Unidos sin duda significó el final del instrumento de música surf, grupos de chicas y vocales (por un tiempo) los ídolos adolescentes, que había dominado las listas de éxitos estadounidenses a finales de 1950 y 60. Curiosamente, otras bandas Británicas tan importantes en la época como The Yardbirds, ellos o The Kinks tuvieron, inicialmente, poca presencia en los EE. UU. La invasión británica también jugó un papel importante en el surgimiento de un género distinto de la música rock, y cimentó la primacía del grupo de rock, basado en guitarras y tambores y para así producir su propio material como cantautores.

### Británico de Blues

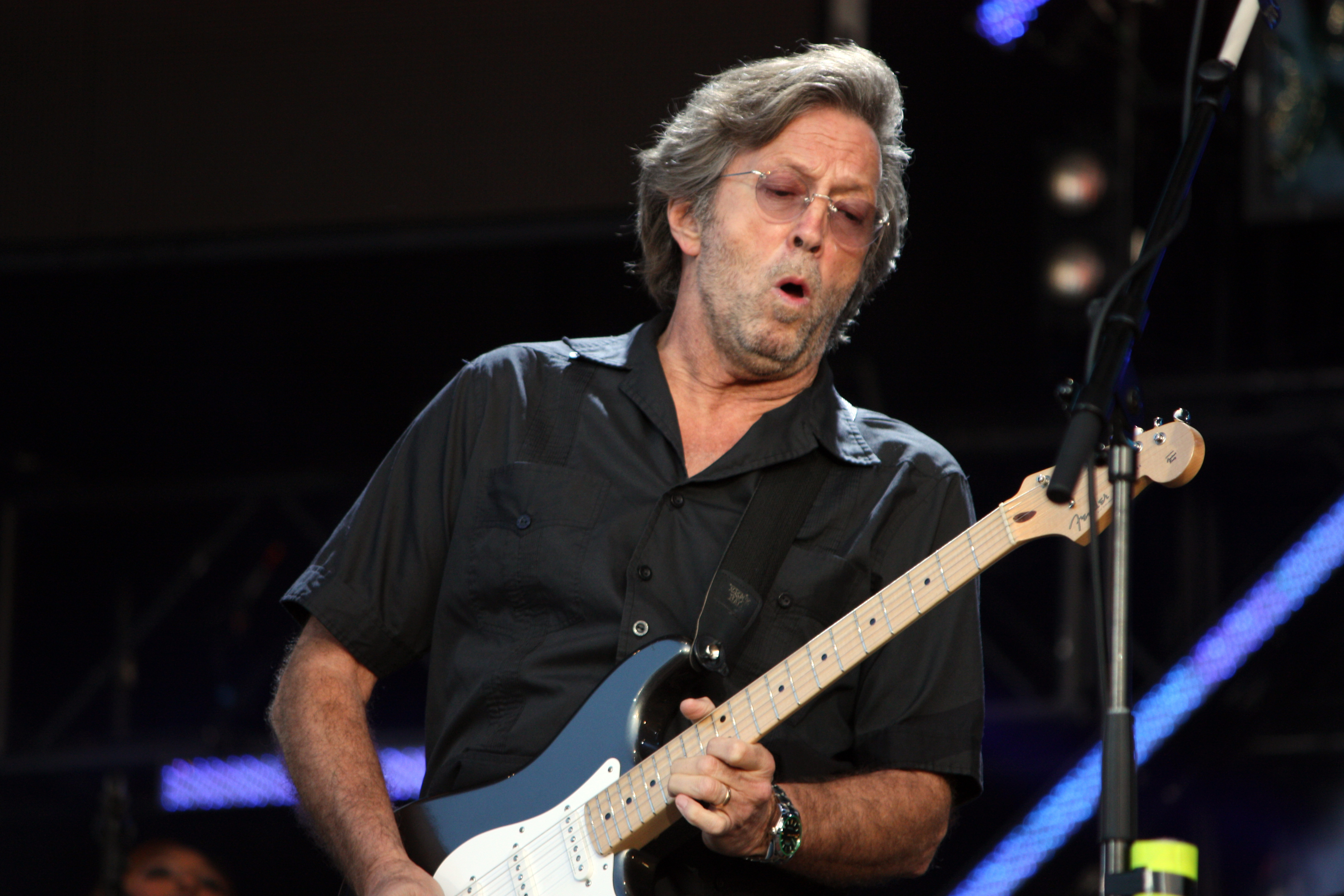
Eric Clapton, el guitarrista, compositor y cantante de blues británico.

Al principio de los años sesenta, los géneros musicales influenciados por la música afroamericana, como el rock and roll y el soul, ya formaban parte de la música popular estadounidense. Surge un nuevo movimiento musical de Blues Británicos, desarrollados por la creación de sonidos estadounidenses Rhythm and blues y más tarde en particular, músicos de este género musical como Robert Johnson, Howling Wolf y Muddy Waters. Este género en la música de los años 1960s pudo destacarse cuando se desarrolló un estilo distintivo e influyente en base de las guitarras eléctricas e hizo estrellas internacionales como The Rolling Stones, Eric Clapton, The Yardbirds, Fleetwood Mac y Led Zeppelin.Un número de ellos se movió a través de blues-rock a las diferentes formas de la música rock, y como resultado blues británico ayudó a formar muchos de los subgéneros del rock, incluyendo el rock psicodélico y la música heavy metal. Desde entonces el interés directo en el blues en Gran Bretaña ha disminuido, pero muchos de los artistas han regresado a la misma en los últimos años, nuevos actos han surgido y ha habido un renovado interés en el género. Además en Chicago existían numerosos grupos de Blues, los Rolling Stones también con canciones de Chuck Berry y Bobby and Shirley y tuvieron el puesto uno por la canción Little Red Rooster en diciembre de 1964.

### Rock psicodélico Británico

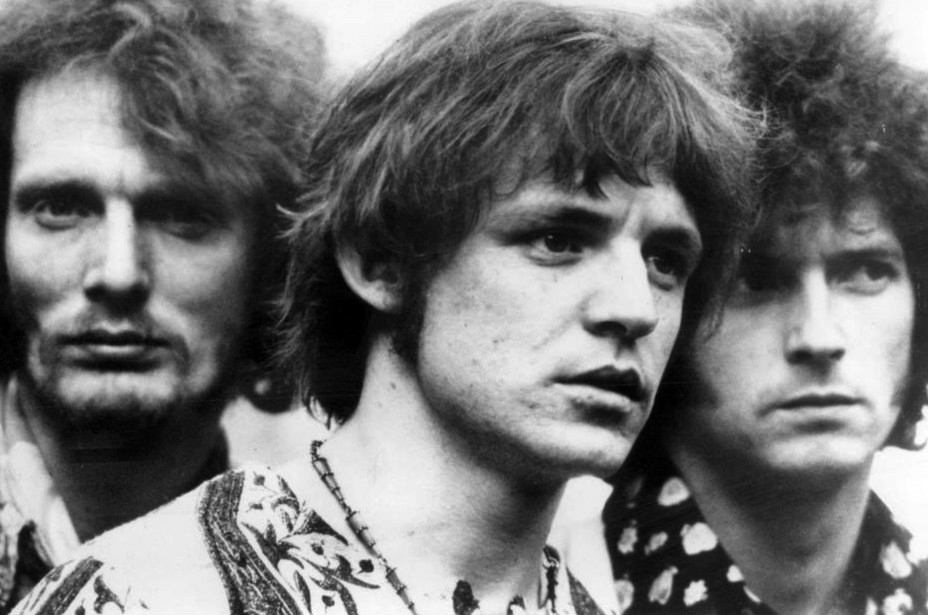
Cream, una de las bandas conocidas popularmente en la música psicodélica británica.

Fue iniciado por músicos de como The Beatles, The Byrds y The Yardbirds, surgiendo como un género a mediados de la década de los 60. Entre las bandas de rock folk Y blues rock en el Reino Unido y Estados Unidos, como Grateful Dead, Jefferson Airplane, The Jimi Hendrix Experience, The Rolling Stones, Blue Cheer, Iron Butterfly, Cream, The Doors y Pink Floyd. Fue influenciado por músicos psicodélico e intentaron replicar y mejorar las experiencias que alteran la mente de drogas alucinógenas. Artistas británicos establecidos, como Eric Burdon, The Who, y entre otros fueron los primeros que produjeron una serie de melodías altamente psicodélica durante la década. Muchas bandas psicodelia británica de la década de 1960 no publicaron su música y sólo aparecieron en los conciertos en vivo durante ese tiempo.

## Música en los Estados Unidos

### Música Folk en Estados Unidos
The Kingston Trio , The Weavers, Pete Seeger , Woody Guthrie , Odetta , Peter, Paul and Mary , Joan Baez , Bob Dylan , Judy Collins , Leonard Cohen , Joni Mitchell, Carolyn Hester , Phil Ochs , Tom Paxton , Buffy Sainte-Marie , Dave Van Ronk , Tom Rush , Fred Neil , Gordon Lightfoot , Ian and Sylvia, Arlo Guthrie y varios otros artistas jugaron un papel decisivo en el lanzamiento del renacimiento de la música popular de los años 1950 y 1960

### Folk Rock

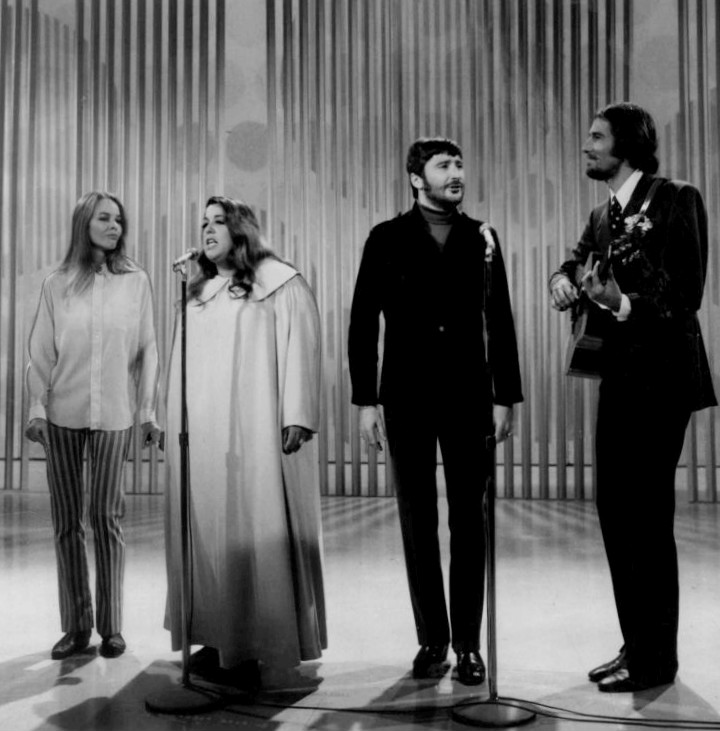
The Mamas and the Papas fueron unos de los principales grupos reconocidos en género rock folk estadounidense.

En inicios de la década de 1960, la escena que se había desarrollado a partir de la reactivación de la música folk estadounidense había crecido a un movimiento importante, la utilización de la música tradicional y las nuevas composiciones en un estilo tradicional, por lo general en los instrumentos acústicos. En los Estados Unidos el género fue iniciado por cifras como Woody Guthrie y Pete Seeger y, a menudo identificado con progresistas o de la política laboral.A principios de los años sesenta grandes figuras como Bob Dylan y Joan Baez habían llegado a la palestra en este movimiento como la canción de autor. Dylan había comenzado para llegar a un público general, con éxitos como "Blowin 'in the Wind" (1963) y "Masters of War" (1963), que reunió "canciones de protesta" a un público más amplio, pero, a pesar de comenzar a influir entre sí , la música rock y el folk se había mantenido en gran medida géneros separados, a menudo con el público que se excluyen mutuamente. Los primeros intentos de combinar elementos de folk y rock incluidos The Animals "House of the Rising Sun" (1964), que fue la primera canción popular éxito comercial a grabar con el rock y la instrumentación roll. Bob Dylan adopta los instrumentos eléctricos, tanto a la indignación de muchos artistas musicales con "Like a Rolling Stone", convirtiéndose solo en éxito en los Estados Unidos. En California se llevó numerosos actos de The Mamas and the Papas, Crosby, Stills, Nash & Young, que movieron la instrumentación eléctrica y en Nueva York, se dio lugar a famosos artistas como The Lovin' Spoonful y Simon and Garfunkel con "The Sounds of Silence", siendo mezclados con sonido de rock para poder llegar a tener más éxito. El Folk rock alcanzó su pico de popularidad comercial en el período 1967-1968, antes de que muchos actos se alejaron en una variedad de direcciones, incluyendo Dylan y The Byrds, quienes comenzaron a desarrollarse con el country rock. Sin embargo, la hibridación de folk y rock se ha visto que tienen una gran influencia en el desarrollo de la música rock, con lo que en los elementos de psicodelia, y ayudando a desarrollar las ideas de los cantante y compositores, la canción protesta y conceptos de "autenticidad".